# Cal Cura
Cal Cura és un edifici del municipi de Navarcles (Bages) que forma part de l'Inventari del Patrimoni Arquitectònic de Catalunya.

## Descripció
L'edifici consta de dues parts que corresponen a anys de construcció diferents però que mantenen una coherència constructiva. La part edificada el 1931 dona a la plaça de la vila i cal destacar-ne la galeria d'arcs rebaixats amb el sostre enrajolat i treballs de terra cuita a l'exterior. El ràfec té cabirons ornamentals.
La part construïda posteriorment és a quatre vessants i coronada per una petita torreta central amb finestrals d'arc de mig punt decorats. Consta de tres plantes, totes destinades a habitatge. L'interior conserva també molts detalls de l'antiga decoració.

## Història
Va ser feta construir l'any 1931 per un sastre de Barcelona, fill de Navarcles anomenat Cura, d'aquí el nom de la casa. Ja des dels seus inicis fou feta com a segona residència però al mateix temps li servia per a controlar un negoci que tenia a Navarcles.
La casa és força representativa de la urbanització de Navarcles en aquella època. El carrer Catalunya s'obrí el 1933 per enllaçar l'ajuntament amb el poble antic. En aquest carrer hi ha d'altres cases d'estil similar però d'aire més modest.
Una part de la casa és seu de "La Caixa".